# شهرستان رودبار جنوب
شهرستان رودبار جنوب یکی از شهرستان‌های استان کرمان ایران است. مرکز این شهرستان، شهر رودبار است. 
این شهرستان در تاریخ ۵ مرداد ۱۳۸۴ از شهرستان کهنوج جدا شد و مستقل گردید.

## جغرافیا
شهرستان رودبار جنوب از شمال با شهرستان عنبرآباد، از غرب با شهرستان کهنوج، از شرق با شهرستان جازموریان و از جنوب با شهرستان قلعه‌گنج همسایه است.
فاصله رودبار جنوب از مرکز استان ۲۳۰ کیلومتر و با جیرفت ۷۵ کیلومتر و فاصله آخرین آبادی آن تا مرکز استان ۴۰۰ کیلومتر است.

## مردم‌شناسی

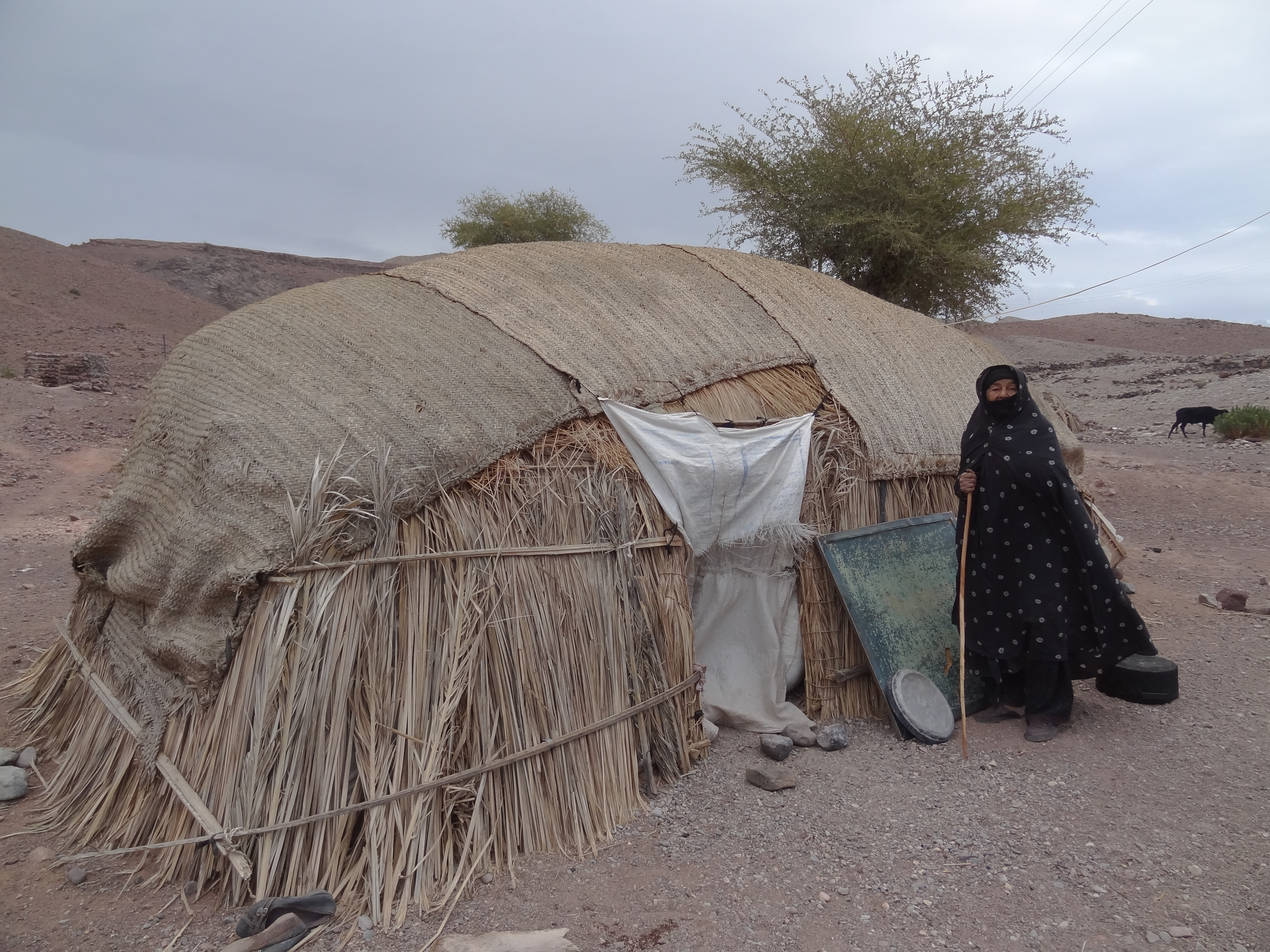
پیرزن بلوچ بومی در حوالی شهرستان رودبار جنوب (حوالی شهر مردهک) که کنار خانه کپری خود ایستاده است. - سال ۲۰۱۲ میلادی

مردمان شهرستان رودبار جنوب بلوچ و دارای فرهنگ بلوچی و به زبان‌های بلوچی و گویش رودباری صحبت می‌کنند. مردان از لباس مردانه بلوچی و زنان نیز از لباس زنانه بلوچی استفاده می‌کنند. که فرهنگ بومی رودبار جنوب است.
از نکات جالب در گویش رودباری این است که حرف‌های اضافه به، با و از وجود ندارند یا کاربردشان بسیار کم است و جایشان را به کلماتی دیگر می‌دهند که این در تمام استان کرمان رایج است.

## تقسیمات کشوری
شهرستان رودبار جنوب دارای ۲ بخش، ۴ دهستان و ۱ شهر به شرح زیر است:

### شهرستان رودبار جنوب
| بخش      | مرکز بخش | جمعیت بخش ۱۳۹۵ | نام دهستان | مرکز دهستان | جمعیت دهستان ۱۳۹۵ | شهر               | جمعیت شهر ۱۳۹۵    |
| -------- | -------- | -------------- | ---------- | ----------- | ----------------- | ----------------- | ----------------- |
| مرکزی    | رودبار   | ۴۰٬۵۸۷ نفر     | رودبار     | پیروزآباد   | ۱۴٬۲۱۳ نفر        | رودبار            | ۱۴٬۷۴۵ نفر        |
| مرکزی    | رودبار   | ۴۰٬۵۸۷ نفر     | بیژن‌آباد   | بیژن‌آباد    | ۱۱٬۶۲۹ نفر        | رودبار            | ۱۴٬۷۴۵ نفر        |
| هلیل دشت | حنا      | ۲۱٬۵۳۸ نفر     | نهضت‌آباد   | نهضت‌آباد    | ۱۴٬۹۸۴ نفر        | ***************** | ***************** |
| هلیل دشت | حنا      | ۲۱٬۵۳۸ نفر     | عباس‌آباد   | میریخانی    | ۶٬۵۵۴ نفر         | ***************** | ***************** |

## صنایع دستی
سوزن دوزی بلوچی که نام محلی آن «زی دوزی» است از جمله صنایع دستی شهرستان رودبار جنوب است. پته دوزی و دوخت لباس‌های بلوچی برای فروش در مناطق همجوار بلوچ توسعه دارد و از جمله دیگر صنایع دستی می‌توان به چرم دوزی، کیف دوزی و گل سازی از دیگر هنرهای مردم شهرستان رودبار جنوب است.

## کشاورزی
رودبار جنوب از دیرباز یک قطب کشاورزی در جنوب استان کرمان بوده است؛ به دلیل آب و هوای مساعد، خاک حاصلخیز و آب کافی به محل خوبی برای کشت محصولات مختلف تبدیل شده است اعم از صیفی‌جات و مرکبات و…
عمده کشت در این شهرستان، محصولات جالیزی از جمله گوجه فرنگی، خیار و هندوانه است.

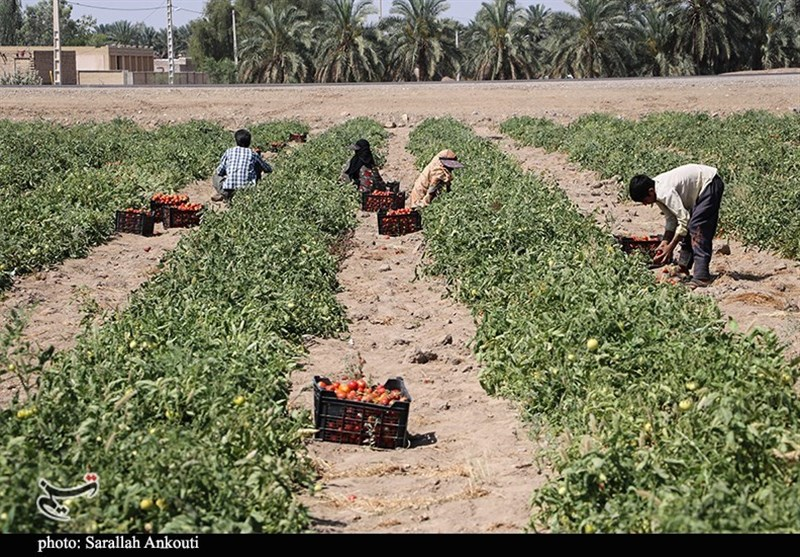

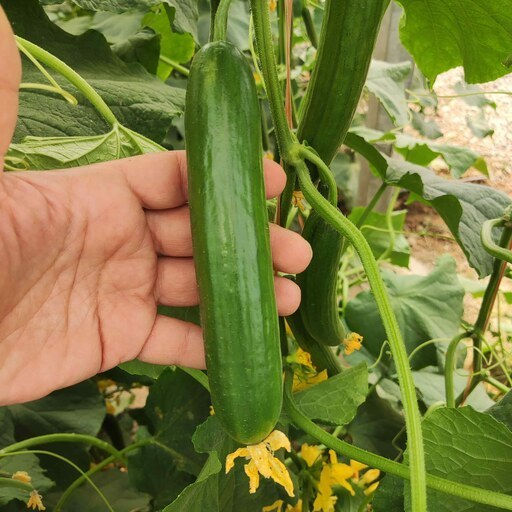

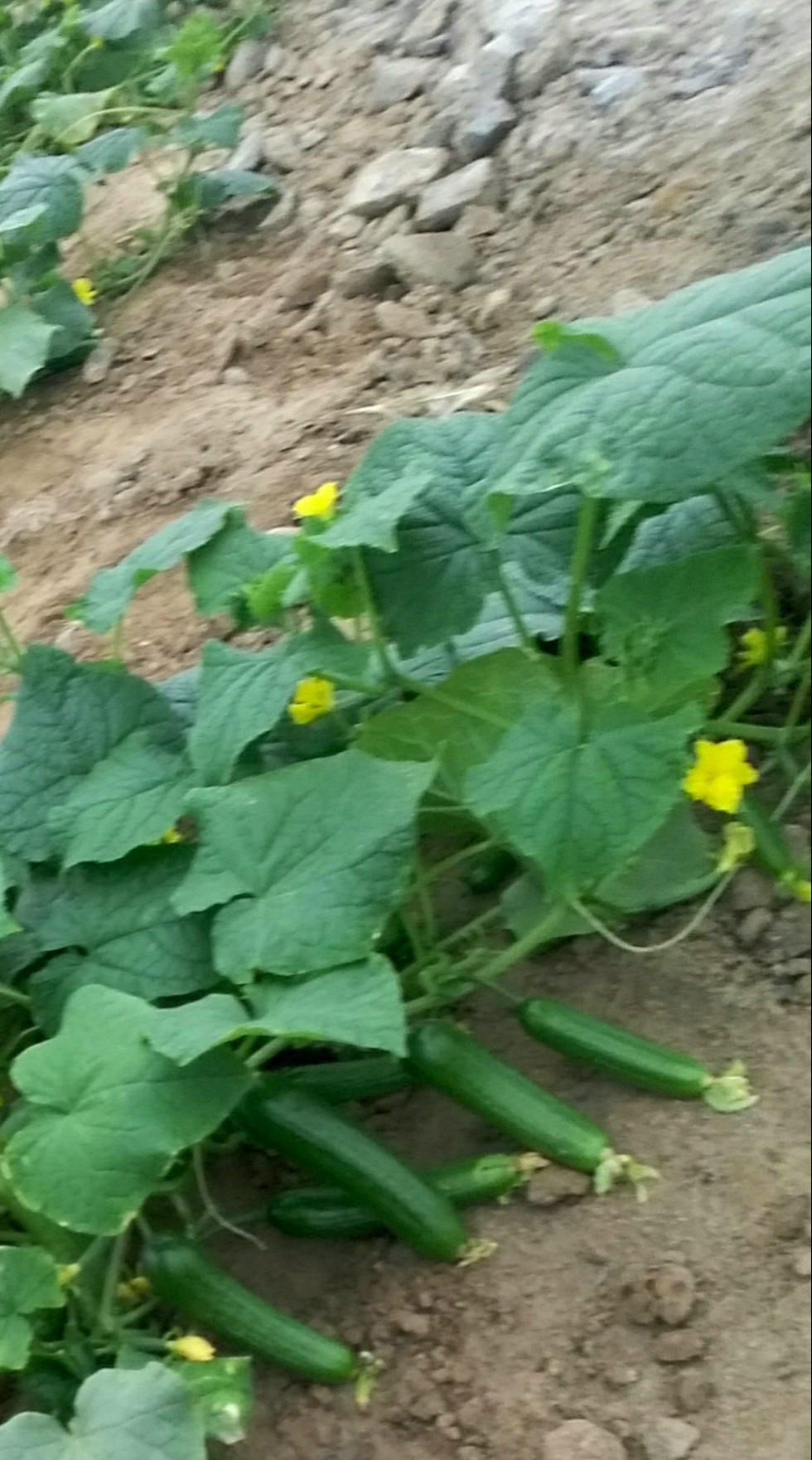

محصولات کشاورزی خیار درجه یک

## جمعیت
بر پایه سرشماری عمومی نفوس و مسکن در سال ۱۳۹۵، جمعیت شهرستان رودبار جنوب برابر با ۶۲٬۱۲۵ نفر بوده است.